# Formula One 04
Formula One 04 è un videogioco per PlayStation 2 pubblicato nel 2004 e distribuito da Sony. Il gioco è basato sulla stagione 2004 di Formula 1 e sono compresi tutti i piloti, le scuderie e i circuiti del mondiale, anche i nuovi impianti del Bahrain e della Cina.

## Modalità di gioco
- Gara veloce;
- Prova a tempo;
- Prove di guida;
- Weekend di Gara;
- Campionato del Mondo;
- Carriera;
- Multigiocatore.

## Telecronaca
- Andrea De Adamich
- Claudia Peroni

## Novità
La novità sostanziale è la modalità Carriera, che consiste nel creare un proprio personaggio (nome, casco, nazionalità e volto), trovare un posto in un team e iniziare a gareggiare.
È disponibile anche la nuova modalità online.
Un'altra novità del gioco sono le auto sbloccabili. Si possono attivare vincendo GP, Campionati del Mondo o nella modalità Carriera.

## Valutazioni
Il lavoro sulla grafica è stato molto buono, decisamente migliore rispetto al gioco precedente. Anche gli effetti sonori hanno ricevuto un sostanziale cambiamento, in positivo.
Inoltre, nel gioco è stata introdotta la visuale del pilota, vedendo anche l'interno del casco, con lo sporco che si posa sulla visiera (un po' come nel gioco del 1997, ma più dettagliato).
A differenza del '97 appunto, la visiera si pulisce in automatico (mentre nel gioco precedente era necessario premere il tasto triangolo), dove si vede il braccio del pilota che toglie una visiera.
Comunque nei giochi successivi la visiera non si sporcherà.

## Team e piloti
- Ferrari

1.Michael Schumacher
2.Rubens Barrichello
- Williams BMW

3.Juan Pablo Montoya
4.Ralf Schumacher
- McLaren Mercedes

5.David Coulthard
6.Kimi Räikkönen
- Renault

7.Jarno Trulli
8.Fernando Alonso
- BAR Honda

9.Jenson Button
10.Takuma Satō
- Sauber Petronas

11.Giancarlo Fisichella
12.Felipe Massa
- Jaguar Cosworth

14.Mark Webber
15.Christian Klien
- Toyota

16.Cristiano Da Matta
17.Olivier Panis
- Jordan Ford

18.Nick Heidfeld
19.Giorgio Pantano
- Minardi Cosworth

20.Gianmaria Bruni
21.Zsolt Baumgartner

## Auto classiche
- 1972-Lotus 72D
- 1981-Renault RE20B
- 1991-Jordan 191
- 1992-Williams FW14B